# Ajedrología
En las últimas décadas del siglo XX comenzó a denominarse ajedrología a la disciplina que revisa las expresiones del ajedrez en las artes, las letras, la ciencia, la matemática, la filosofía, y la cultura en general.
En la Universidad de Edimburgo, por ejemplo, se estableció un área de estudio ajedrológico. Hay diversos sitios de Internet dedicados a la ajedrología: en español, Metajedrez de Fernando Pedró; en inglés, los de Rob Spaans, Bill Wall y Edward Winter, este último autor de varios libros relevantes, como Chess Explorations (1996). 
La ajedrología indaga, entre otras cuestiones, las causas de la fascinación que ejerce el juego, de notable presencia por más de un milenio.  
El término “ajedrología” fue el título del libro (Ricardo Aguilera Editor, Madrid, 1971) de Julio Ganzo (1914-1985), en el que para explicar el neologismo diferencia entre las “cuestiones de ajedrez para la enseñanza y perfeccionamiento del juego” y los “temas de ajedrez para un conocimiento relacionado con él, sin que implique el juego en sí”. Para Ganzo “la ajedrología trata de asuntos referidos a los arrabales del ajedrez”.  
Un pionero de la ajedrología es el escritor argentino-israelí Gustavo Perednik, quien en su libro La humanidad y el ajedrez (enlace roto disponible en Internet Archive; véase el historial, la primera versión y la última). (Libros Certeza, Zaragoza, 2012) desgrana los vínculos del juego-ciencia con la historia, la psicología, la informática, la música, la sociología y el judaísmo. En la portada del libro Leontxo García lo define como una demostración de que “el ajedrez es una cultura casi infinita”. 
Desde 1994 Perednik publicó artículos ajedrológicos en varios diarios argentinos, y en 2005 la revista de educación Conversación de Montevideo publicó su ensayo La edad ajedrecística, posteriormente reproducido en una revista universitaria de filosofía en Brasil. Hacia entonces, Perednik llevaba a cabo un programa de enseñanza de ajedrez a niños de cinco años.  
Una aproximación filosófica a la ajedrología fue abordada por Ezequiel Martínez Estrada, en Filosofía del ajedrez, una compilación de sus notas publicada en 2008 por la Biblioteca Nacional de Buenos Aires en la colección Los Raros.